# Jean Georges Dorsch
Pour les articles homonymes, voir Dorsch.
Jean Georges Dorsch ou Johann Georg Dorsche, en latin Johannes Georgius Dorscheus, né le 13 novembre 1597 à Strasbourg et mort le 25 décembre 1659 à Rostock, est un théologien protestant luthérien.

## Biographie
Jean Georges est le fils du cordonnier Lorenz Dorsch et de Maria Fingerlin. Il étudie à Strasbourg et obtient son doctorat en théologie à la faculté de Strasbourg en novembre 1627.
De 1622 à 1644 il est le pasteur dans la commune alsacienne d'Entzheim.
De mai 1627 à septembre 1653, il exerce en tant que professeur de théologie à l'Université de Strasbourg puis de 1654 jusqu'à sa mort à l'Université de Rostock. 
Il sera l'un des initatieurs d'un rassemblement des facultés de théologies luthériennes pour unifier l'enseignement théologique. 